# 렌츠부르크 (스위스)
렌츠부르크(독일어: Lenzburg)는 스위스 아르가우주의 중앙 지역에 있는 도시이며, 렌츠부르크구의 수도이다. 중세 시대에 건설된 이 도시는 아레강에서 남쪽으로 약 3km 떨어진 제탈 계곡에 있다. 렌츠부르크와 니더렌츠와 슈타우펜의 이웃 지자체는 광역권으로 함께 성장했다.

## 역사
코르테이요 문화의 신석기 시대 무덤은 기원전 4300년에서 3500년 사이의 고퍼스베르크(렌츠부르크성 근처)에서 발견되었다. 1964년 고속도로가 건설되었을 때 로마 극장이 발견되었다. 약 200년 동안 존재했던 500명의 주민과 함께 작은 정착지의 일부였다. 정착지는 3세기에 버려졌다. 5세기와 6세기에 알라만니 정착촌이 존재했다. 렌츠부르크는 924년에 렌치스(de Lencis)라는 이름으로 처음 언급되었다.
1036년에 렌츠부르크성은 당시 중요한 영주였던 렌츠부르크 백작의 자리로 처음 사용되었다. 그러나 집은 1173년에 사라지고 성은 황제 프리드리히 바르바로사에게 옮겨졌다. 다음 기간에는 주로 키부르크가에서 사용되었다. 합스부르크 왕가는 1273년에 성을 인수했다. 1306년에 도시 권한이 부여되었다.
렌츠부르크는 1415년 현재의 아르가우의 서부와 함께 베른에 의해 정복되었지만, 베른은 도시권을 빼앗지 않았다. 1433년에 베른시는 성을 구입하여 1444년부터 1798년까지 이 지역을 통치하는 데 사용했다. 1491년에 큰 화재가 발생하여 15채의 집만 남게 되었다. 종교 개혁은 1528년에 다른 지역과 동시에 수행되었으며 경제는 16세기에 농업에서 보다 산업적인 경제로 천천히 변하기 시작했다. 18세기에 렌츠부르크는 면화 무역과 가공의 중심지로 발전했다. 1732년에 인디엔 섬유 공장이 설립되었다.
1798년에 헬베티아 공화국이 선포되고, 베른의 영주가 축출되었다. 아르가우주가 설립되었고 1803년 렌츠부르크가 지역 수도가 되었다.
1830년에 렌츠베르그에서 일련의 회의가 개최되어 주 구성 변경에 대해 논의했다. 아라우의 주 당국과의 평화로운 협상이 결과를 내지 못했을 때, 메렌슈반트의 요한 하인리히 피셔는 프라이엠터의 반군 민병대를 요청하여 프라이엠터슈투름으로 알려진 정부의 변화를 강요했다. 1830년 12월 6일, 그의 반군은 아라우로 가는 길에 렌츠베르크를 향해 행진했다. 렌츠베르크에서는 약 100명의 정부군이 민병대에 저항하기 위해 결성하고 총을 제 위치에 배치했다. 프라이 암터민병대는 맹렬한 함성을 지르며 민병대를 향해 달려갔고, 정부군은 총을 쏘지 않고 흩어져 도망쳤다. 오후 6시경 민병대는 아라우에 진입했고 정부군 사령관은 아무런 저항 없이 항복했다.
렌츠부르크는 19세기 후반에 이 지역의 경제 중심지로 탈바꿈했다. 1874년 6월 23일, 렌츠부르크는 아르가우이쉬 쥐트반 철도에 연결되었다. 1877년 9월 6일 슈바이처리쉬 내쇼날반은 기존 철도 회사와 경쟁하기 위해 독일 징겐과 제네바 호수를 연결하는 계획의 일환으로 베팅겐에서 조핑겐까지 노선을 개통했다. 이 노선은 1878년 파산했고 슈바이처리쉬 노어토스트반이 인수했다. 나쇼날반의 파산은 도시 자체가 자금 조달에 크게 관여했기 때문에 렌츠부르크를 경제적 파멸의 위기에 빠뜨렸다. 도시의 빚을 갚는 데는 반세기가 걸렸다.
성은 19세기와 20세기에 여러 번 주인이 바뀌었다. 1860년 독일의 시인 프랑크 베데킨트가 사들였다. 1893년 미국인들이 사들여 개조했다. 마침내 1956년에 주에서 사들여 박물관으로 사용되었다.

## 지리

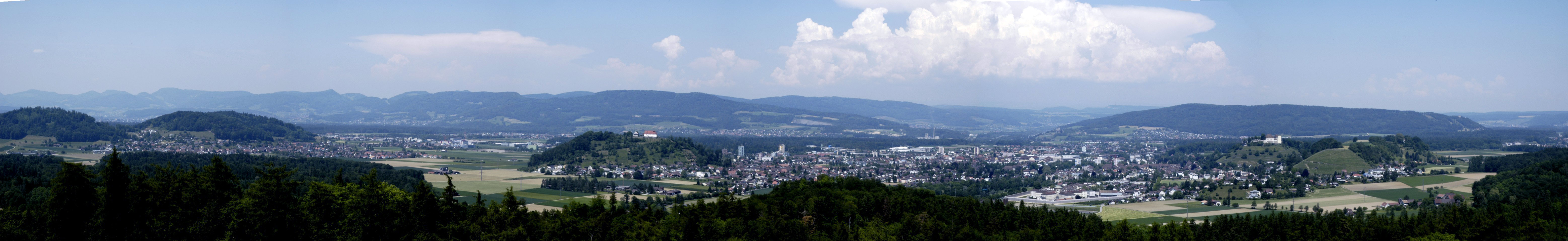
렌츠부르크 주변 지역의 파노라마, 성 언덕에서

렌츠부르크는 제탈의 북쪽 가장자리에 있는 작은 아어바흐강에 있다. 취리히에서 서쪽으로 30km 떨어져 있다. 렌츠부르크의 면적은 2009년 기준으로 11.33k㎡이다. 이 면적 중 2.47k㎡ (21.8%)가 농업 목적으로 사용되는 반면 5.62k㎡ (49.6%)는 산림이다. 나머지 토지 중 3.2k㎡ (28.2%)가 정착(건물 또는 도로), 0.06k㎡ (0.5%)가 강이나 호수이다.
건축면적 중 공업용 건물이 전체 면적의 4.9%, 주택과 건물이 12.3%, 교통 기반시설이 7.4%를 차지했다. 전력 및 수자원 기반시설 및 기타 특별 개발 지역은 면적의 1.9%를 구성하고 공원, 녹지와 스포츠 경기장은 1.7%를 구성한다. 산림을 제외한 모든 산림면적은 울창한 산림으로 덮여 있다. 농경지의 15.2%는 작물 재배에 사용되며 6.0%는 목초지이다. 시정촌의 모든 물은 강과 시내에 있다.

## 인구통계
2020년 12월 기준, 렌츠부르크의 인구는 11,024명이다. 2009년 6월 현재 인구의 27.6%가 외국인이다. 지난 10년(1997-2007) 동안 인구는 6.3%의 비율로 변화했다. 2000년 기준, 대부분의 인구인 78.0%가 독일어를 사용하며, 이탈리아어가 두 번째로 많이 사용(8.7%)하고, 알바니아어가 세 번째(2.1%)이다.
2008년 현재 렌츠부르크의 연령 분포는 다음과 같다. 731명(인구의 9.1%)이 0~9세, 845명(10.5%)이 10~19세이다. 성인 인구 중 1,235명(인구의 15.4%)이 20~29세이다. 1,131명(14.1%)은 30~39세, 1,245명(15.5%)은 40~49세, 1,016명(12.7%)은 50~59세이다. 시니어 인구 분포는 777명(인구의 9.7%(60세))이다. 69세는 70~79세가 611명(7.6%), 80~89세가 345명(4.3%), 90세 이상이 78명(1.0%)이다.
2000년 기준 거실당 평균 거주자 수는 0.56명으로, 방당 주 평균인 0.57명과 거의 같다. 이 경우 방은 일반 침실, 식당, 거실, 주방 및 거주 가능한 지하실 및 다락방과 같이 최소 4 m2의 주택 단위 공간으로 정의된다. 전체 가구의 약 36.2%가 자가 점유 또는 임대료를 지불하지 않았다( 모기지 또는 임대 계약이 있을 수 있음). 2000년 기준 1인 또는 2인 가구는 495가구, 3인 또는 4인 가구는 1,788가구, 5인 이상 가구는 921가구이다. 2000년 기준으로, 시정촌 내 개인가구(주택과 아파트)는 3,251세대로 가구당 평균 2.2명이다. 2008년에는 총 4,003가구 및 아파트 중 935가구(전체의 23.4%)가 있었다. 공실률 0.5%인 공실 아파트는 총 19채였다. 2007년 기준 신규주택 건설률은 인구 1,000명당 5.7세대였다.
2007년 연방 선거에서 가장 인기 있는 정당은 27.5%의 득표율을 기록한 SVP였다. 그 다음으로 가장 인기 있는 세 정당은 SP (22.7%), FDP (17.5%), CVP (9%)였다.
역사적 인구는 다음 표에 나와 있다.
| 연도 | 인구  | ±%     |
| ---- | ----- | ------ |
| 1850 | 1,957 | —      |
| 1900 | 2,588 | +32.2% |
| 1950 | 4,949 | +91.2% |
| 2000 | 7,568 | +52.9% |

### 종교
2000년 인구 조사에서 로마 가톨릭 신자는 2,611명(34.5%)이고, 스위스 개혁 교회는 3,189명(42.1%)이다. 나머지 인구 중 크리스찬 가톨릭 교회 신자는 7명(전체 인구의 약 0.09%)이었다.

## 국가중요문화재

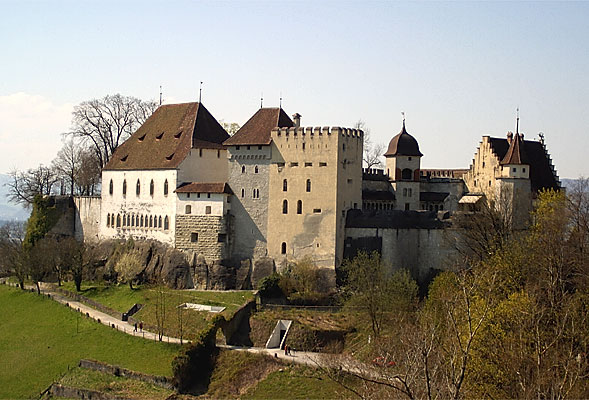
렌츠부르크성

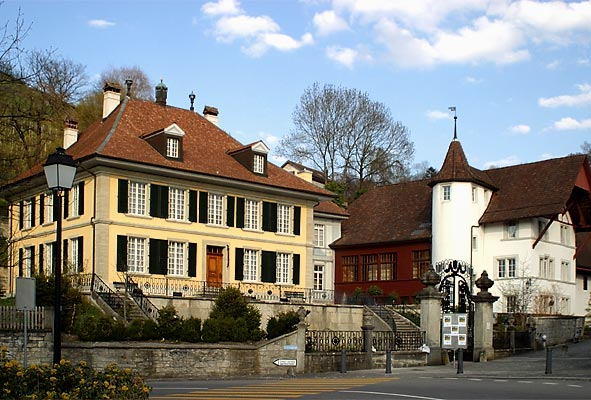
"신 부르크할데" (1794, 좌) 그리고 "옛 부르크할데" (1628, 우)

렌츠부르크에는 국가적으로 중요한 스위스 문화유산으로 등재된 9개의 유적지가 있다. 도시 위에는 Schlossgasse 21의 부르크할데와 렌츠부르크성(선사시대 거주지 위에 있으며, 주립 박물관이 있음)이 있다. 다른 두 개의 고대 유적지인 고퍼스베르크(신석기 시대 묘지)와 린트펠트(로마 비쿠스, 극장 및 매장지)가 목록에 포함되어 있다. 마을의 다른 사이트는 다음과 같다.
- Bleicherin 7번지의 뮐러하우스
- 라트하우스가세 16의 시청(Rathaus)
- Schlossgasse 50의 Sonnenberg
- Ziegeleiweg 13 및 빌라

- Schützenmattstrasse 7번지 말라가의 감옥

이 도시의 확실한 랜드마크는 11세기에 지어진 렌츠부르크성이며, 이후 여러 차례 증축되었다. 렌츠부르크는 스위스에서 가장 오래되고 중요한 높은 성 중 하나이다. 성은 언덕에 위치해 있으며, 도시 수준에서 약 100m 높이에 있다. 언덕 기슭에 있는 마을의 오래된 부분은 U자형이며 상태가 매우 양호하며 두 개의 평행한 골목이 있는 주요 도로와 다른 차선으로 구성되어 있다. 성벽 일부만 보존되어 현재 기념물로 보호되고 있다.
구시가지와 그 주변의 주목할만한 건물은 다음과 같다.
- 1667년에 지어진 마을 교회
- 라트하우스가세 31번지 시청
- 1628년에 지어진 옛 부르크할데에는 지역 역사박물관이 있다.
- 1794년에 지어진 새 부르크할데, 외부 계단이 있는 대칭적인 고전주의 건물
- 주립 도서관
- 서기 1세기의 로마 극장 유적

## 경제

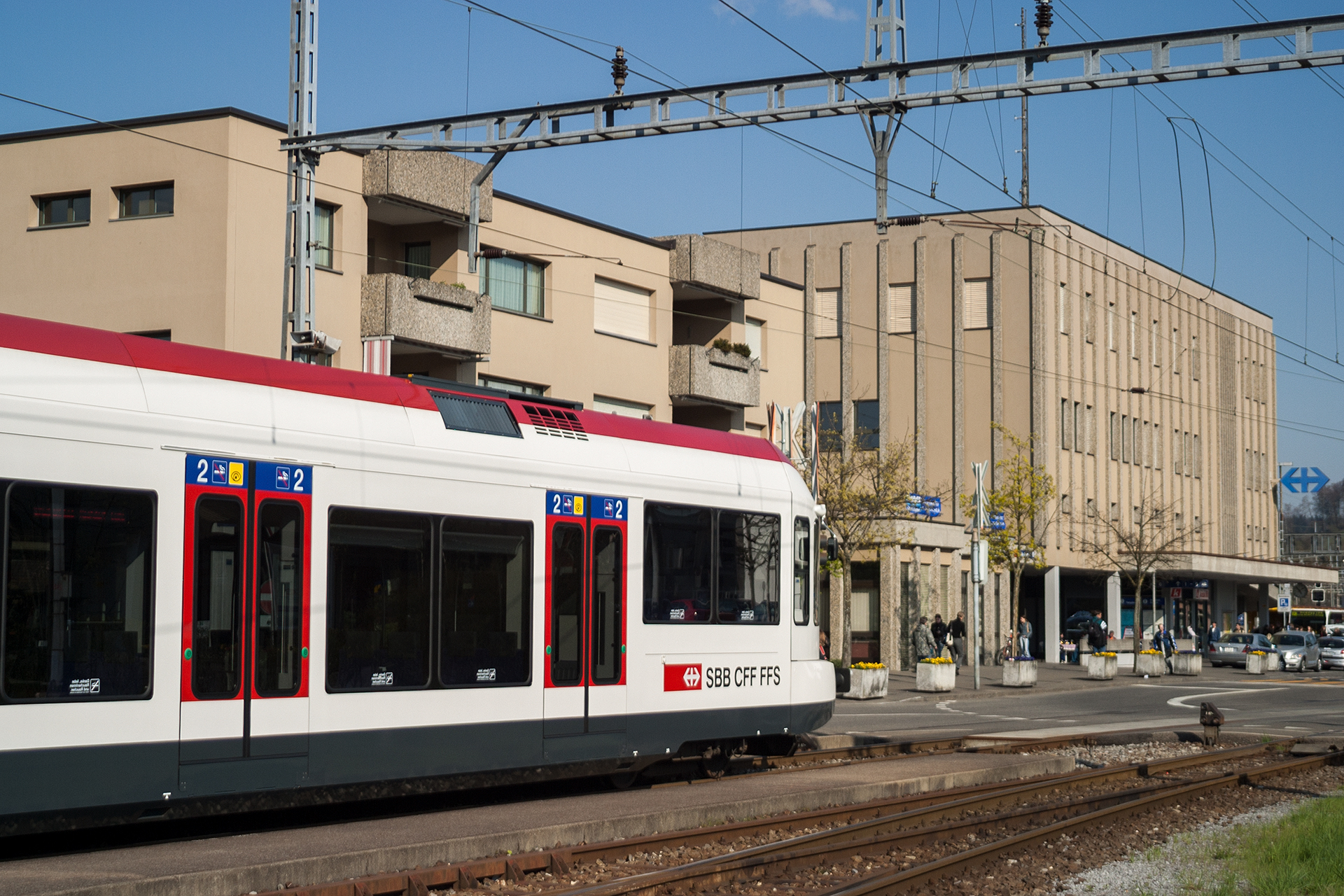
렌츠부르크역

렌츠부르크는 600개 이상의 기업을 포함하는 중요한 경제 중심지이며 그 중 약 80%가 서비스 부문이다. 기업 대부분은 중소기업에 속하지만, 다국적 ABB 및 육류 가공 공장 트라이타피나(Traitafina)와 같은 많은 국제 기업이 렌츠부르크에 설립되었다. 렌츠부르크의 총 인력은 약 6,000명이다.
2007년 현재 렌츠부르크의 실업률은 2.43%이다. 2005년 현재 1차 경제 부문에 74명이 고용되어 있으며, 이 부문에 약 16개 기업이 참여하고 있다. 2,160명이 2차 부문에 고용되어 있고, 이 부문에 95개의 기업이 있다. 4,014명이 3차 부문에 고용되어 있으며, 이 부문에는 453개의 기업이 있다.
2000년에 3,956명의 근로자가 시정촌에 살았다. 이중 2,546명(약 64.4%)의 거주자가 렌츠부르크 외부에서 일했으며, 4,768명이 일을 위해 시정촌으로 통근했다. 지자체에는 총 6,178개의 일자리(주당 최소 6시간)가 있었다. 근로 인구의 19.8%가 대중교통을 이용하여 출퇴근하고 39.6%가 자가용을 이용하였다.

## 교통
렌츠부르크는 취리히에서 서쪽으로 약 30km 떨어진 중요한 교통허브로, 스위스에서 가장 중요한 동서 도로 연결(제네바 - 베른 - 취리히 - 장크트갈렌)인 A1과 가깝다. "Kerntangente"라는 이름의 부분적으로 지하 도로는 도심에서 교통 체증을 끌어내기 위해 건설되었다.
렌츠부르크역은 취리히에서 하이터스베르크 터널과 아라우를 거쳐 바젤까지 가는 고속열차와 취리히 S반, 아르가우 S반, 루체른 S반의 지역 기차로 운행된다. 취리히 공항이 기차로 약 1시간 거리에 있다.
지역 대중교통 레기오날버스 렌츠부르크는 브루네크, 딘티콘, 뫼리켄-빌데크, 샤피스하임 및 젠겐으로 연결된다. 도시는 또한 도시 버스 노선으로 연결되어 있다.

## 교육
렌츠부르크에서는 인구의 약 66.7%(25-64세)가 비필수 고등교육 또는 추가 고등교육(대학 또는 응용학문대학)을 완료했다. 취학연령 인구(2008/2009학년도 기준) 중 초등학교에 다니는 학생은 491명, 중학교에 다니는 학생은 187명, 고등교육 또는 대학에 다니는 학생은 353명, 방과 후 시정촌에서 일자리를 찾고 있는 학생이 12명이 있었다.
렌츠부르크에는 렌츠부르크 시립 도서관이 있다. 도서관은 (2008년 현재) 31,478권의 책 또는 기타 매체를 보유하고 있으며 같은 해에 93,441권을 대출했다. 도서관은 그해 동안 주당 평균 24시간 동안 총 244일 동안 개방되었다.

## 문화

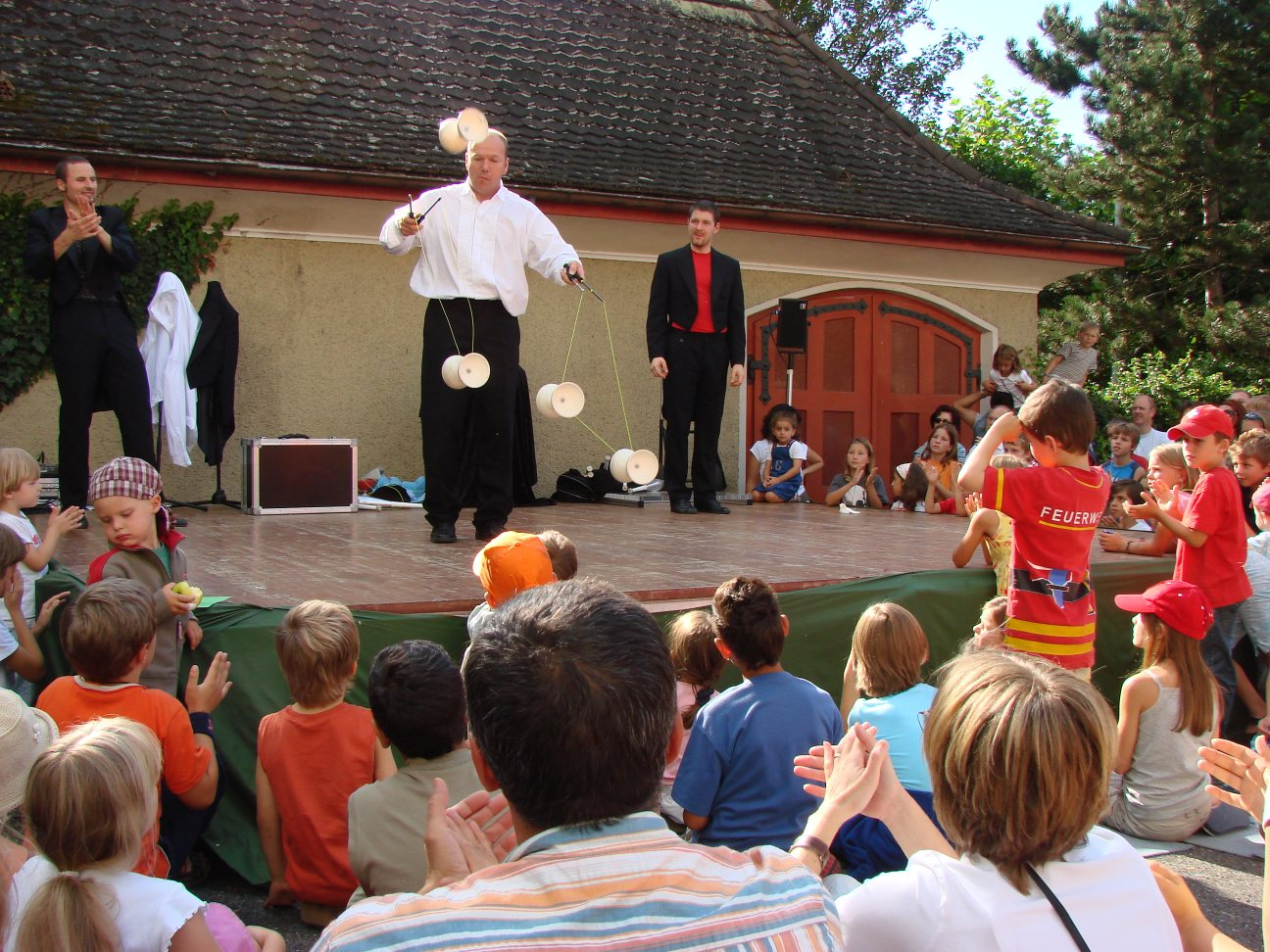
가우클러 축제의 저글러

400년 이상 동안 청소년 축하 행사는 매년 7월 두 번째 금요일에 열리는 렌츠부르크에서 가장 큰 행사이다.
8월에 가우클러 축제는 국제 연예인들과 함께 구시가지의 거리에서 열린다.